# Calamaria grabowskyi
Calamaria grabowskyi — вид змій родини полозових (Colubridae). Ендемік Калімантану. Вид названий на честь німецького зоолога Фрідріха Грабовського.

## Поширення і екологія
Calamaria grabowskyi мешкають на острові Калімантан, на території Індонезії, Малайзії і Брунею. Вони живуть у вологих тропічних лісах, серед опалого листя, на висоті до 1500 м над рівнем моря.